# Världsmästerskapen i nordisk skidsport 1962
Världsmästerskapen i nordisk skidsport 1962 ägde rum i Zakopane i Polen den 18-25 februari 1962. Damernas 5-kilometerslopp och backhoppningens individuella normalbacke debuterade vid detta evenemang.

## Längdåkning herrar

### 15 kilometer
20 februari 1962
| Medalj | Tävlande                 | Tid     |
| Guld   | Assar Rönnlund, Sverige  | 55.22,8 |
| Silver | Harald Grønningen, Norge | 55.52,2 |
| Brons  | Einar Østby, Norge       | 55.54,8 |

### 30 kilometer
18 februari 1962
| Medalj | Tävlande                   | Tid       |
| Guld   | Eero Mäntyranta, Finland   | 1:52.39,4 |
| Silver | Janne Stefansson, Sverige  | 1:52.49,1 |
| Brons  | Giulio de Florian, Italien | 1:53.13,3 |

### 50 kilometer
24 februari 1962
| Medalj | Tävlande                   | Tid       |
| Guld   | Sixten Jernberg, Sverige   | 3:03.48,5 |
| Silver | Assar Rönnlund, Sverige    | 3:05.39,1 |
| Brons  | Kalevi Hämäläinen, Finland | 3:05.42,8 |

### 4 × 10 kilometer stafett
22 februari 1962
| Medalj | Lag                                                                              | Tid       |
| ------ | -------------------------------------------------------------------------------- | --------- |
| Guld   | Sverige (Lars Olsson, Sture Grahn, Sixten Jernberg, Assar Rönnlund)              | 2:24.38,8 |
| Silver | Finland (Väinö Huhtala, Kalevi Laurila, Pentti Pesonen, Eero Mäntyranta)         | 2:25.24,4 |
| Brons  | Sovjetunionen (Ivan Utrobin, Pavel Koltjin, Aleksej Kuznetsov, Gennadij Vaganov) | 2:26.14,3 |

## Längdåkning damer

### 5 kilometer
19 februari 1962
| Medalj | Lag                              | Tid     |
| Guld   | Alevtina Koltjina, Sovjetunionen | 19.28,6 |
| Silver | Ljubov Baranova, Sovjetunionen   | 20.15,9 |
| Bronze | Maria Gusakova, Sovjetunionen    | 20.27,5 |

### 10 kilometer
21 februari 1962
| Medalj | Lag                              | Tid     |
| Guld   | Alevtina Koltjina, Sovjetunionen | 39.48,2 |
| Silver | Maria Gusakova, Sovjetunionen    | 40.59,9 |
| Brons  | Radja Jerosjina, Sovjetunionen   | 41.17,1 |

### 3 × 5 kilometer stafett
23 februari 1962
| Medalj | Lag                                                                | Tid       |
| ------ | ------------------------------------------------------------------ | --------- |
| Guld   | Sovjetunionen (Ljubov Baranova, Maria Gusakova, Alevtina Koltjina) | 58.08,9   |
| Silver | Sverige (Barbro Martinsson, Britt Strandberg, Toini Gustafsson)    | 59.27,9   |
| Brons  | Finland (Siiri Rantanen, Eeva Ruoppa, Mirja Lehtonen)              | 1:01.33,0 |

## Nordisk kombination, herrar

### Individuellt
19 / 20 februari 1962
| Medalj | Tävlande                      | Poäng  |
| Guld   | Arne Larsen, Norge            | 454,33 |
| Silver | Dmitri Kotjkin, Sovjetunionen | 448,77 |
| Bronze | Ole Henrik Fagerås, Norge     | 442,25 |

## Backhoppning, herrar

### Normalbacke
21 februari 1962
| Medalj | Tävlande                      | Poäng |
| Guld   | Toralf Engan, Norge           | 223,6 |
| Silver | Antoni Łaciak, Polen          | 222,5 |
| Brons  | Helmut Recknagel, Östtyskland | 219,8 |

### Stora backen
25 februari 1962
| Medalj | Tävlande                         | Poäng |
| Guld   | Helmut Recknagel, Östtyskland    | 241,4 |
| Silver | Nikolaj Kamenskij, Sovjetunionen | 226,4 |
| Bronze | Niilo Halonen, Finland           | 224,5 |

## Medaljligan
| Pl. | Nation        | Guld | Silver | Brons | Totalt |
| --- | ------------- | ---- | ------ | ----- | ------ |
| 1   | Sovjetunionen | 3    | 4      | 3     | 10     |
| 2   | Sverige       | 3    | 3      | 0     | 6      |
| 3   | Norge         | 2    | 1      | 2     | 5      |
| 4   | Finland       | 1    | 1      | 3     | 5      |
| 5   | Östtyskland   | 1    | 0      | 1     | 2      |
| 6   | Polen         | 0    | 1      | 0     | 1      |
| 7   | Italien       | 0    | 0      | 1     | 1      |